# 800

سنة 800 كانت سنة كبيسة تبدأ يوم الأربعاء (سوف يظهر الرابط التقويم الكامل للعام) حسب التقويم اليولياني.

## أحداث
- تأسيس دولة الأغالبة في شمال أفريقيا.

## مواليد
- العباس بن سعيد الجوهري
- بوسو الأكبر